# Система развлечений не работает
«Система развлечений не работает» (англ. The Entertainment System is Down) — фильм, который планирует поставить режиссёр Рубен Эстлунд.
Кинокартина вдохновлена антиутопией Олдоса Хаксли «О дивный новый мир».

## Сюжет
Действие фильма развернётся на борту самолёта. «В мире, контролируемом передовыми развлекательными системами, люди застревают в длительном полёте без экранов, на которых можно было бы что-то смотреть. Мне любопытно узнать, начнут ли они разговаривать друг с другом и что вообще произойдёт», — поделился Эстлунд.

## В ролях
- Кирстен Данст
- Даниэль Брюль
- Киану Ривз

## Производство
В мае 2024 стало известно, что главные роли в фильме сыграют Кирстен Данст, Даниэль Брюль и Киану Ривз. Съёмки должны начаться в начале 2025 года.
Вуди Харрельсон, который примет участие в проекте в качестве актёра, заявил, что сценарий проекта «феноменальный».